# Больд

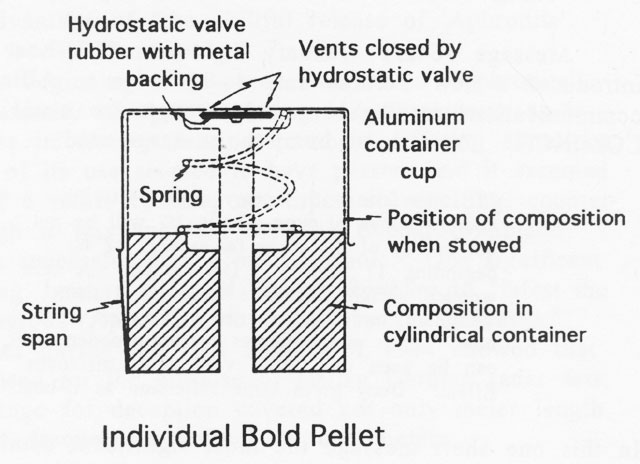
Послевоенная американская схема внутреннего устройства «Больда»

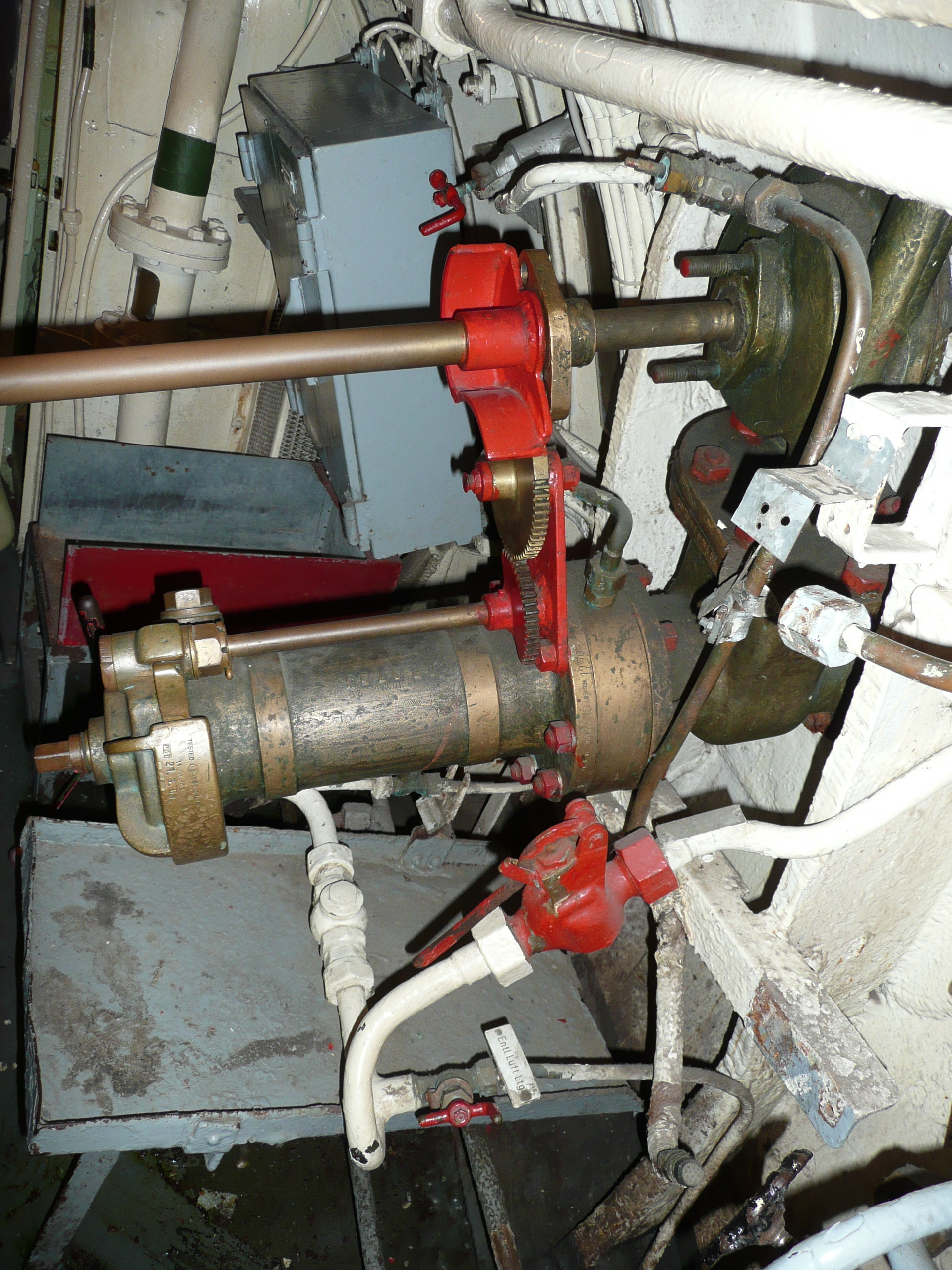
Копия «Больда» на подводной лодке U-2540

«Больд» (от нем. Kobold) — немецкий имитатор подводной лодки, с 1942 года устанавливавшийся на германских подводных лодках и предназначавшийся для постановки помех и дезориентации противника. «Больд» имитировал под водой фиктивную цель для преследователя, в «тени» которой должна была уйти настоящая подводная лодка.
«Больд» состоял из цилиндрической проволочной клетки диаметром около 10 см с клапаном, заполненной смесью крупноизмельченного гидрида кальция, покрытого водорастворимым лаком. Растворяясь в морской воде, гидрид кальция выделял большое количество водорода, который вырывался из клетки, создавая ложную цель для гидролокаторов. Клапан открывался и закрывался, удерживая устройство на глубине около 30 м. Длительность работы устройства составляла от 20 до 25 минут. Трех-пяти «больдов» было достаточно для получения более сильного сигнала, чем от подводной лодки, находящейся в положении носом или кормой к передатчику слежения. Эффективность работы устройства на больших глубинах была ниже, чем на мелководье.